# David Cross

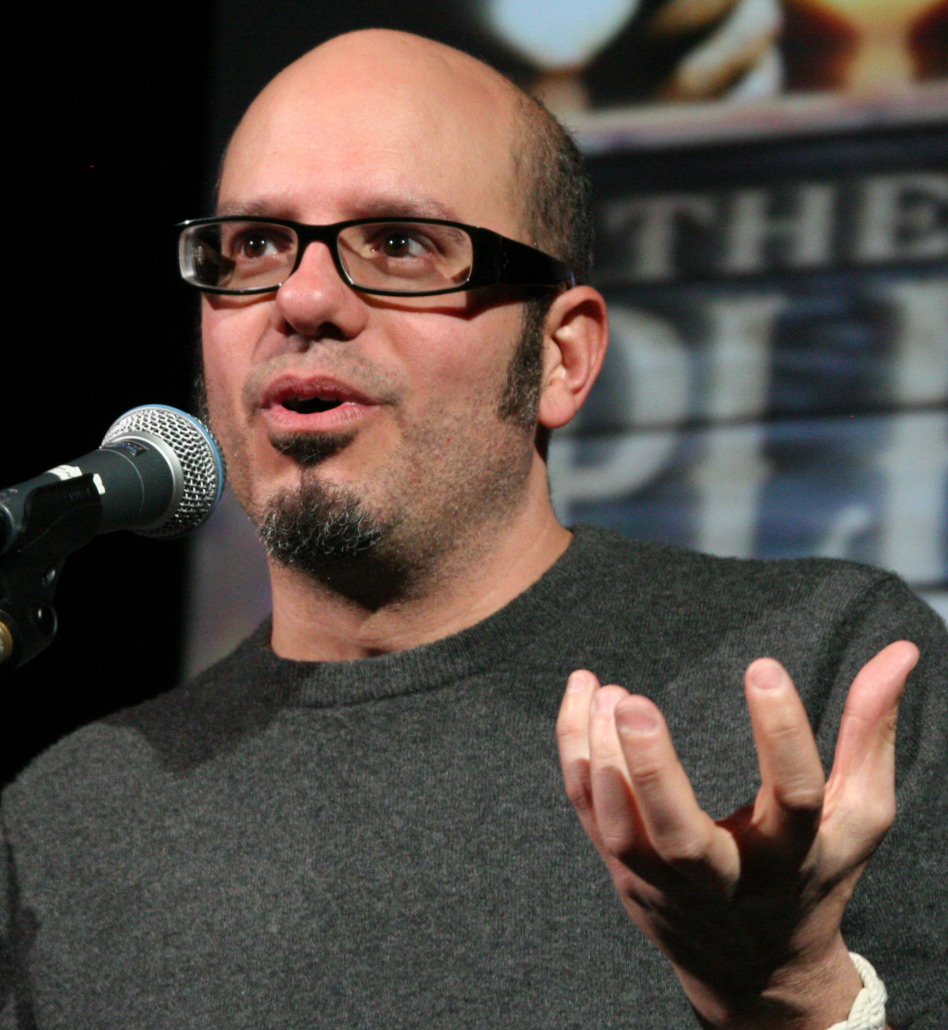
David Cross bei den Plug Awards 2007 in New York

David Cross (* 4. April 1964 in Atlanta, Georgia) ist ein US-amerikanischer Stand-up-Comedian und Schauspieler.

## Leben
David Cross besuchte das Emerson College in Boston, das er jedoch vorzeitig verließ, um eine Bühnenkarriere zu beginnen. Er trat zunächst im Raum Boston in verschiedenen Comedy-Gruppierungen auf, unter anderem im Vorprogramm der Cavedogs, später auch besonders in Los Angeles, wo er auch seine eigene Sketch-Comedygruppe Cross Comedy gründete.
Seine Fernsehkarriere begann er als Autor für die Ben Stiller Show, die aber nur für kurze Zeit auf Fox übertragen wurde. Er kreierte anschließend gemeinsam mit Bob Odenkirk die HBO-Comedyshow Mr. Show with Bob and David, bei der er auch als Hauptdarsteller, Schreiber und Co-Produzent fungierte. Die Serie, die bis 1998 lief, erlangte Kultstatus. 2015 setzten die beiden Komiker ihre Zusammenarbeit mit der Netflix-Serie W/ Bob and David fort.
Cross war von 2003 bis 2006 und 2013 in der Sitcom Arrested Development in der Rolle des Tobias Fünke zu sehen und spielte 2010 die Hauptrolle in der US-Sitcom The Increasingly Poor Decisions of Todd Margaret. Daneben war er in verschiedenen US-Sitcoms zu sehen, etwa in der Serie Running Wilde. In der Satire-Sendung The Colbert Report trat Cross wiederholt in der Rolle des liberalen Radiomoderators Russ Lieber auf.
Daneben ist David Cross in vielen Kinofilmen zu sehen, so unter anderem in Men in Black, Men in Black II, Ghost World, Scary Movie 2, Dr. Dolittle 2 und den Kung Fu Panda-Filmen.
David Cross hat zudem eine erfolgreiche Stand-Up-Comedy-Karriere vorzuweisen. Er veröffentlichte mehrere CDs, wovon 2004 eine für den Grammy Award für das Beste Comedy Album nominiert wurde. Er belegt auf der Comedy Central 100 Greatest Standups of All Time-Liste den Platz 85.
Seit 2004 ist Cross auch Synchronsprecher für diverse Videospiele.

## Diskografie
- 2002: Shut Up You Fucking Baby!
- 2002: Let America Laugh
- 2002: Rock Against Bush Vol. 1
- 2004: It’s Not Funny
- 2010: Bigger and Blackerer

## Filmografie (Auswahl)

### Filme
- 1995: Destiny – Hoher Einsatz in Las Vegas (Destiny Turns on the Radio)
- 1996: Lügen haben lange Beine (The Truth About Cats & Dogs)
- 1996: Cable Guy – Die Nervensäge (The Cable Guy)
- 1996: Waiting for Guffman
- 1997: Men in Black
- 1998: Small Soldiers
- 1998: The Thin Pink Line
- 2000: Chain of Fools
- 2001: Ghost World
- 2001: One Day …
- 2001: Life Without Dick – Verliebt in einen Killer!
- 2001: Pootie Tang
- 2001: Dr. Dolittle 2
- 2001: Scary Movie 2
- 2002: Men in Black II
- 2002: Martin & Orloff
- 2002: Run Ronnie Run
- 2003: Melvin Goes to Dinner
- 2004: Vergiss mein nicht! (Eternal Sunshine of the Spotless Mind)
- 2006: She’s the Man – Voll mein Typ! (She’s the Man)
- 2006: Der Date Profi (School for Scoundrels)
- 2007: The Grand
- 2007: I’m Not There
- 2007: Alvin und die Chipmunks – Der Kinofilm (Alvin and the Chipmunks)
- 2008: Kung Fu Panda (Stimme für Meister Crane)
- 2009: Year One – Aller Anfang ist schwer (Year One)
- 2009: Alvin und die Chipmunks 2 (Alvin and the Chipmunks: The Squeakquel)
- 2010: Megamind (Stimme für „Minion“)
- 2011: Demoted – Wer ist hier der Boss? (Demoted)
- 2011: Kung Fu Panda 2 (Stimme für Meister Crane)
- 2011: Alvin und die Chipmunks 3: Chipbruch (Alvin and the Chipmunks: Chipwrecked)
- 2012: It’s a Disaster – Bist du bereit? (It’s a Disaster)
- 2013: Kill Your Darlings – Junge Wilde (Kill Your Darlings)
- 2014: Obvious Child
- 2015: Pitch Perfect 2
- 2016: Kung Fu Panda: Secrets of the Scroll (Stimme für Meister Crane)
- 2016: Kung Fu Panda 3 (Stimme für Meister Crane)
- 2017: Die Verlegerin (The Post)
- 2018: Sorry to Bother You
- 2018: Next Gen – Das Mädchen und ihr Roboter (Next Gen, Stimme)
- 2021: 8-Bit Christmas
- 2023: You Hurt My Feelings

### Fernsehen
- 1995–1998: Mr. Show with Bob and David
- 1999: David Cross: The Pride Is Back
- 1997–2003: Just Shoot Me – Redaktion durchgeknipst
- 2003–2004: Oliver Beene
- 2003–2006, 2013, 2018–2019: Arrested Development
- 2010: The Increasingly Poor Decisions of Todd Margaret
- 2010–2011: Running Wilde
- 2011–2012: Modern Family (3 Episoden)
- 2014: Community (eine Episode)
- 2014: Rick and Morty (eine Episode, Stimme)
- 2015: w/ Bob and David
- 2016: Unbreakable Kimmy Schmidt (2 Episoden)
- 2021–2022: Station Eleven
- 2023: Justified: City Primeval (2 Episoden)
- 2024: The Umbrella Academy (4 Episoden)

### DVD-Produktionen
- 2008: Futurama: Die Ära des Tentakels (Futurama: The Beast with a Billion Backs)

### Musikvideos
- 1997: Watery Hands by Superchunk
- 1997: Sugarcube by Yo La Tengo
- 2004: 10am Automatic by The Black Keys, als Regisseur
- 2005: Juicebox by The Strokes
- 2005: Use It by The New Pornographers
- 2011: Make Some Noise by Beastie Boys

### Videospiele
- 2004: Halo 2
- 2004: Grand Theft Auto: San Andreas
- 2009: Brütal Legend